# Andinsk taggstjärt
Andinsk taggstjärt (Synallaxis azarae) är en fågel i familjen ugnfåglar inom ordningen tättingar.

## Utseende och läte
Andinsk taggstjärt är en liten och långstjärtad fågel. Den är mestadels grå, med rostrött på hjässa, vingar och stjärt. Könen är lika. Lätet är ett distinkt "whip-WEEP!" som upprepas. 

## Utbredning och systematik
Andinsk taggstjärt delas in i tio underarter med följande utbredning:
- Synallaxis azarae elegantior – östra Anderna i Colombia och västra Venezuela
- Synallaxis azarae media – västra och centrala Anderna i Colombia och norra Ecuador
- Synallaxis azarae ochracea – subtropiska sydvästra Ecuador och nordvästra Peru
- Synallaxis azarae fruticicola – norra Peru (La Libertad, Cajamarca, San Martín och Amazonas)
- Synallaxis azarae infumata – norra och centrala Peru (San Martín, Huánuco och Junín)
- Synallaxis azarae urubambae – sydöstra Peru (Cusco)
- Synallaxis azarae carabayae – Anderna i sydöstra Peru (Puno) och norra Bolivia (La Paz)
- Synallaxis azarae azarae – Anderna i norra Bolivia (Cochabamba)
- Synallaxis azarae samaipatae – Anderna i södra Bolivia (Santa Cruz, Chuquisaca och Tarija)
- Synallaxis azarae superciliosa – Anderna i nordvästra Argentina (Jujuy och Tucumán)

## Levnadssätt
Andinsk taggstjärt hittas relativt högt upp i bergstrakter, på mellan 1500 och 3000 meters höjd, högre upp än de flesta andra Synallaxis-taggstjärtar. Där håller den sig ofta dold i snåriga miljöer och hörs därför oftare än ses.

## Status
Arten har ett stort utbredningsområde och beståndet anses vara stabilt. Internationella naturvårdsunionen IUCN listar den därför som livskraftig (LC).